# دوق كيلهير
دوق كيلهير (بالإنجليزية: Duke Kelleher)‏ هو لاعب كرة قاعدة أمريكي، ولد في 30 سبتمبر 1893، وتوفي في 28 سبتمبر 1947 في جزيرة ستاتن في الولايات المتحدة.

## وصلات خارجية
- دوق كيلهير على موقعبيزبول رفرنس.كوم (الدوري الرئيسي) (الإنجليزية)